# StudioCanal
StudioCanal (também conhecido como Le Studio Canal+, Canal Plus, Canal+ Distribution, Canal+ Production, Canal+ Image e Ciné+) é uma companhia de produção (como StudioCanal S.A.) e distribuição (como StudioCanal Images S.A.) baseada na França que é proprietária de uma das mais compreensivas cinematecas. A companhia é uma unidade do Canal+ Group, de propriedade da Vivendi.